# Jindřich I. z Hartenštejna
Jindřich I. z Hartenštejna (německy Heinrich I. von Hartenstein, * před 1381 – 1423) byl saský šlechtic z rodu Meinherovců a míšeňský purkrabí.

## Život
Jindřich I. se narodil jako syn míšeňského purkrabího Meinhera V. (VI.) V listinách je poprvé zmíněn roku 1381. Svého otce následoval v purkrabském úřadu roku 1388 zpočátku společně se svým strýcem Meinherem VII., od roku 1398 pak se svým bratrancem Meinherem VI. a teprve po jeho smrti jako samostatný vlastník úřadu.

## Potomstvo
Jindřich I. byl ženatý s Kateřinou (snad z Gleichenu), jejíž původ není jistě doložen. Z manželství se narodily čtyři děti:
- Konstancie († po 1423) ∞ (1408) Jindřich IV. z Waldenburgu († po 1435)
- Jindřich II. († ⚔ 15. června 1426) v bitvě u Ústí proti husitům
- Kateřina (* před 1435 - po 1449)
- Žofie († po 3. červnu 1435) ∞ Bedřich XII. ze Šumburka-Hluchova (⚔ 16. června 1426 v bitvě u Ústí nad Labem)